# 자책점
자책점(自責点, 영어: earned run)은 야구 경기에서 투수의 책임이 되는 실점을 일컫는다.
안타, 희생 플라이, 희생타, 사사구, 폭투, 야수 선택, 도루에 의해 주자가 득점한 경우에 자책점이 된다. 투수 자신을 포함한 야수의 실책, 타격방해, 패스트볼, 주루방해에 의한 실점은 자책점이 아니다. 쓰리 아웃을 잡을 기회를 얻은 후의 실점이나 실책, 수비 방해로 출루한 주자의 득점도 자책점은 아니다.

## 같이 보기
- 야구 용어 목록
- 야구 기록
- 평균자책점